# Kratki film o ubijanju
Kratki film o ubijanju (poljsko Krótki film o zabijaniu) je poljski dramski film iz leta 1988, ki ga je režiral Krzysztof Kieślowski in zanj tudi napisal scenarij skupaj s Krzysztofom Piesiewiczom ter je razširitev epizode petega dela poljske televizijske serije Dekalog. V glavnih vlogah nastopajo Mirosław Baka, Krzysztof Globisz in Jan Tesarz. Dogajanje je postavljeno v Varšavo in prikazuje primerjavo med nesmiselnim in nasilnim umorom posameznika ter hladno in preračunljivo usmrtitvijo s strani države.
Film je bil premierno prikazan 11. marca 1988 v poljskih kinematografih in je naletel na dobre ocene kritikov. Na Filmskem festivalu v Cannesu je osvojil nagradi žirije in Mednarodnega združenja filmskih kritikov, nominiran pa je bil tudi za glavno nagrado zlata palma. Nagrajen je bil tudi z evropsko filmsko nagrado za najboljši film, zlatim levom za najboljši film na poljskem filmskem festivalu, nagrado Bodil za najboljši film, nagrado francoskega sindikata filmskih kritikov za najboljši tuji film in nagrado Robert za najboljši tujejezični film. Revija Sight & Sound Britanskega filmskega inštituta vsakih deset let opravi anketo med filmskimi režiserji o njihovih desetih najboljših filmih vseh časov in leta 2012 je Cyrus Frisch izbral ta film z obrazložitvijo: »Na Poljskem je bil ključen pri odpravi smrtne kazni.« Film je bil izbran med 21 poljskih filmov za digitalno restavracijo v sklopu projekta Martin Scorsese Presents: Masterpieces of Polish Cinema.

## Vloge
- Mirosław Baka kot Jacek Lazar
- Krzysztof Globisz kot Piotr Balicki
- Jan Tesarz kot Waldemar Rekowski
- Zbigniew Zapasiewicz kot predsednik komiteja
- Barbara Dziekan kot blagajnica
- Aleksander Bednarz kot rabelj
- Jerzy Zass kot policijski načelnik
- Zdzisław Tobiasz kot sodnik
- Artur Barciś kot mladenič
- Krystyna Janda kot Dorota
- Olgierd Łukaszewicz kot Andrzej
- Peter Falchi kot britanski motorist
- Elzbieta Helman kot Beatka
- Maciej Maciejewski kot tožilec[6]